# Pliakhó
Pliakhó - Пляхо (rus) és un poble del krai de Krasnodar, a Rússia. Es troba als vessants meridionals de l'extrem oest del Caucas occidental, a la vall del Màloie Pliakhó, a la vora nord-oriental de la mar Negra. És a 27 km al nord-oest de Tuapsé i a 86 km al sud de Krasnodar.
Pertany al possiólok de Novomikhàilovski.